# 豎琴海豹
竖琴海豹（学名：Pagophilus groenlandicus），也被称为琴海豹、鞍纹海豹或格陵兰海豹，属于海豹科，是竖琴海豹属的唯一一种。成年竖琴海豹体长约1.7米，它们的体重在不同的时间里会有很大的变化，在繁殖期间可以达到约130公斤。它们是一种耐寒的海洋哺乳动物，分布于大西洋最北端及北冰洋地区，主要以毛鳞鱼、鱈魚等较小的鱼类及海鳗等无脊椎动物为食。竖琴海豹的天敌包括北极熊、虎鲸和鲨鱼，但其最主要的捕食者是人类。
属名Pagophilus来自希腊语，意为“喜冰”。

## 生物特征

### 形态

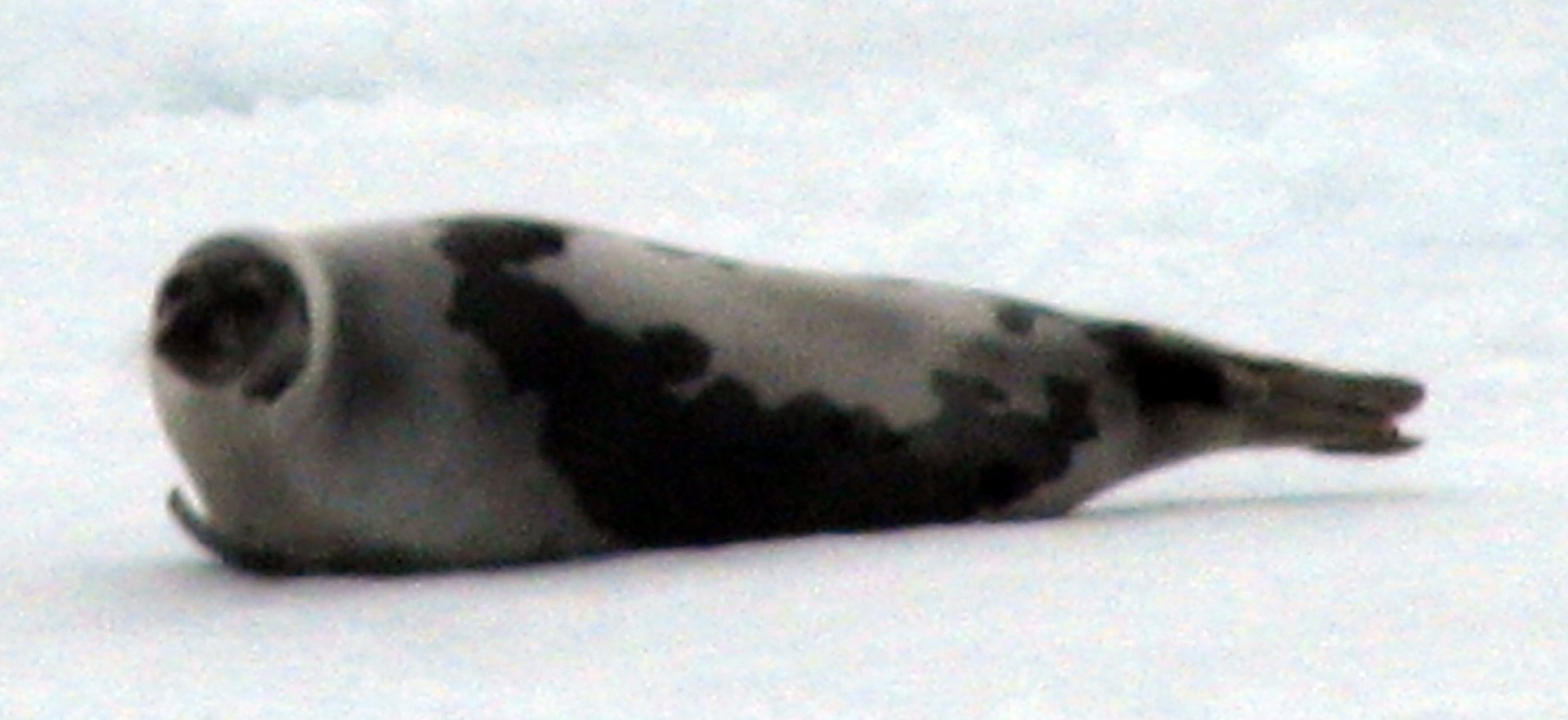
成年竖琴海豹

成年竖琴海豹身长1.7至2.0米，体重115至140公斤。全身覆盖着银灰色皮毛，背上有黑色竖琴（马鞍）形斑纹。面部通常呈黑色。竖琴海豹幼崽出生时由于羊水的沾染，通常有一层黄白色的绒毛，但一到三天后，绒毛变成白色，并保持2-3周，直到第一次换毛。青少年竖琴海豹的皮毛呈带黑色斑点的银灰色。
雄性竖琴海豹的体型略大于雌性，平均体重为135公斤，身长可达1.9米，雌性平均体重为120公斤，身长可达1.8米。 雄性头骨长229毫米，雌性头骨长207毫米。雄性通常具有更明显的竖琴斑纹和颜色更深的头部，而有些雌性则从未出现竖琴斑纹，始终保留着青少年时期的斑点。
颚骨后缘呈U形凹入。小肠长12.63米，大肠5.5米。齿式：I 3/2, C 1/1, PC 5/5  34 

### 潜水
相较于其他海豹物种，竖琴海豹的潜水深度属于较浅到中等深度范围。潜水深度会受到季节、时间和地点的影响而变化。例如，在格陵兰海的亚种群中，平均每小时下潜8.3次，潜水深度从不到20米到超过500米，潜水时间从不到2分钟到刚刚超过20分钟不等。在春季和夏季，当海豹在格陵兰海的冰上觅食时，它们大多时候的下潜深度低于50米。但在深秋和冬季，竖琴海豹的下潜深度增加，尤其在丹麦海峡，平均下潜深度为141米。
哺乳期的雌性竖琴海豹大约80%的时间在水中度过，20%的时间在快冰上哺乳或陪伴幼崽。然而，雌性竖琴海豹在水中的一半时间停留在水面，这远远超出了潜水换气的需要。这种行为使竖琴海豹能够节省能量，避免快冰的恶劣条件，同时保持在幼崽身边。和大多数海豹一样，竖琴海豹需要大量的能量来保证传递足够的乳汁给它成长中的幼崽。竖琴海豹99%的潜水深度都保持在它们有氧潜水的极限内。

### 体温调节
竖琴海豹的保暖能力在其一生中会不断变化。竖琴海豹幼崽从哺乳期到断奶期，主要依靠绒毛(lanugo pelt)保暖。绒毛的保暖性能取决于毛发内部或之间保持一层空气的能力。竖琴海豹的脂肪层和毛皮需要一年时间才能完成发育。由于绒毛在水中的保暖性能并不理想，从厚厚的绒毛到脂肪的转换十分关键。随着竖琴海豹的成长，它们逐渐减少对毛皮的依赖，而主要依靠脂肪。成年竖琴海豹主要用脂肪保暖。
竖琴海豹结合了解剖学和行为学的方法来控制自身体温，而非增加新陳代謝率和能量需求。它们的下临界温度低于空气温度零下10摄氏度。竖琴海豹利用脂肪保存其核心的温度，同时通过改变循环系统防止脚蹼热量的流失。脂肪的厚度不仅提供了身体的保暖能力，同时也在食物匮乏或断食时期提供能量。这些脂肪也让竖琴海豹的身体变成流线型，从而更加高效地游泳。此外，棕色脂肪組織可以温暖从体表返回的血液并提供能量；这对于刚刚断奶的幼崽来说非常重要。
竖琴海豹的脚蹼可以起到热交换器的作用，使其能够根据需要调节体温。在冰面上，海豹可以将前肢蹼贴在身体上，将后肢蹼紧密压在一起，以减少热量损失。此外，它们还可以通过将血液从身体末端引向其他部位来最小化热量流失。

### 感知能力

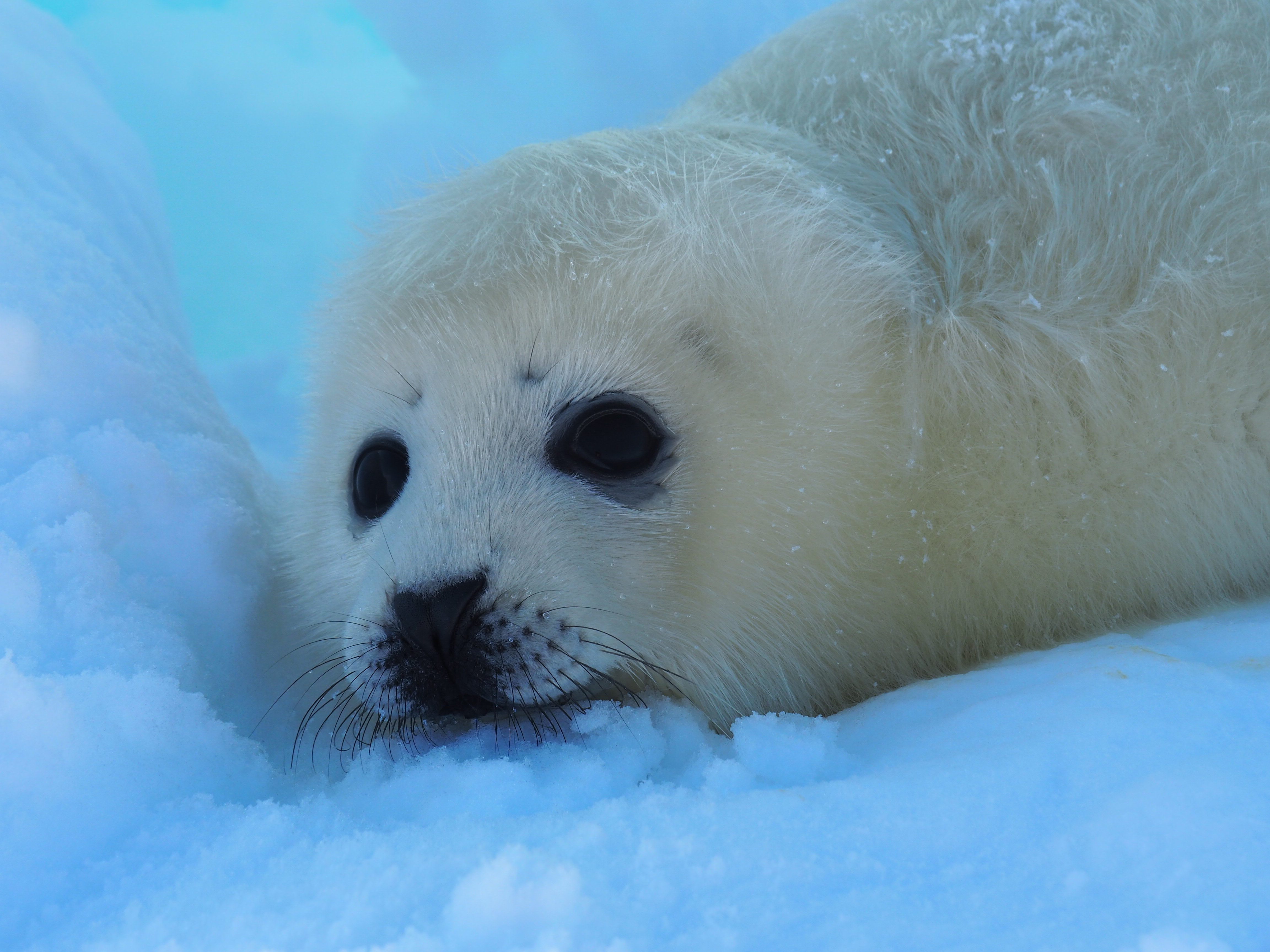
“大眼睛”

竖琴海豹的眼睛相对它的身体尺寸来说很大，且包含一个大的球面透镜，以帮助聚焦。竖琴海豹的活动瞳孔能够适应北极冰层的强烈光线。它的视网膜主要由视杆细胞构成，后面有一个像猫一样的反光层，可以增加对弱光的敏感度。竖琴海豹的视锥细胞对蓝绿色光谱最敏感，而视杆细胞则帮助感知光的强度，并可能帮助辨识颜色。它的角膜由泪腺润滑，以保护眼睛免受海水的刺激。由于缺乏在鼻腔中排泄分泌物的泪腺，竖琴海豹在陆地上的眼睛周围可能会出现"眼环(eye rings)"，这可以作为其水合水平的一个指标。
在冰上，雌性竖琴海豹可以通过嗅觉来识别自己的幼崽，或者发现潜在的捕食者。在水下，海豹会关闭鼻孔，同时也停止了嗅觉功能。
竖琴海豹的胡须被称为“触须”。它们水平排列在鼻子两侧，为海豹提供线性编码的触觉信息。此外，这些触须可以在水下对动作发出的低频振动作出反应。

## 生命周期
竖琴海豹大部分时间生活在海里。它们是群居动物，会在大群体中形成有自己等级制度的小团体。在交配和繁殖期，它们会形成包括几千只个体的大群体。竖琴海豹在野外的寿命可以超过30年。在冰面上，幼崽会在喊叫母亲时使用“大叫”，在玩耍时使用“咕哝”声。成年海豹则会用“咆哮”和“鸣叫”来警告同类和捕食者。在水下，成年海豹求爱和交配时发出的声音中，超过19种发声方式被记录在案。

### 繁殖

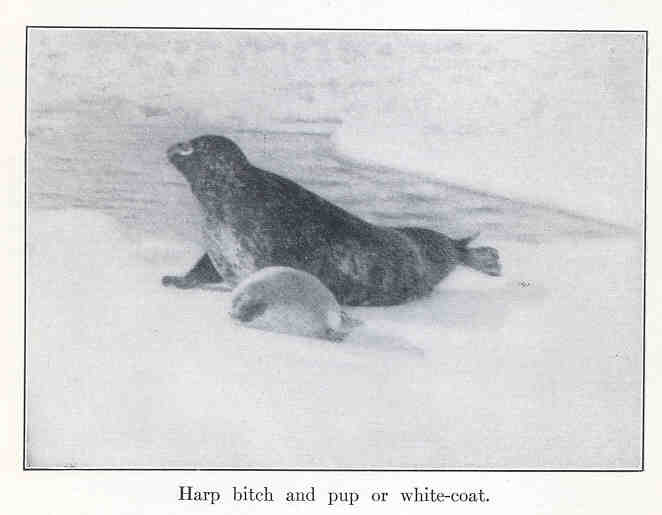
竖琴海豹母子

竖琴海豹在冰面上进行快速繁殖，其繁殖期从二月中旬持续到四月。求偶行为在三月中旬达到高峰。雄性在水下进行展示，用气泡、声音和爪子的动作来追求留在冰面上的雌性。雄性有时会靠近并拉扯冰上的雌性，而雌性会阻止雄性上岸。最终的交配往往在水下进行。
竖琴海豹在5-6岁时达到性成熟，之后每年通常会生下一个幼崽，一般在二月下旬生产。它们的妊娠期大约持续11.5个月，其中胎儿发育阶段为8个月。虽然有过双胞胎的记录，但单胎更为常见。 受精卵在成长为胚胎后，会在子宫内悬浮长达三个月，然后才着床。这种现象是为了推迟分娩，直到有足够的浮冰供幼崽成长。

### 幼年

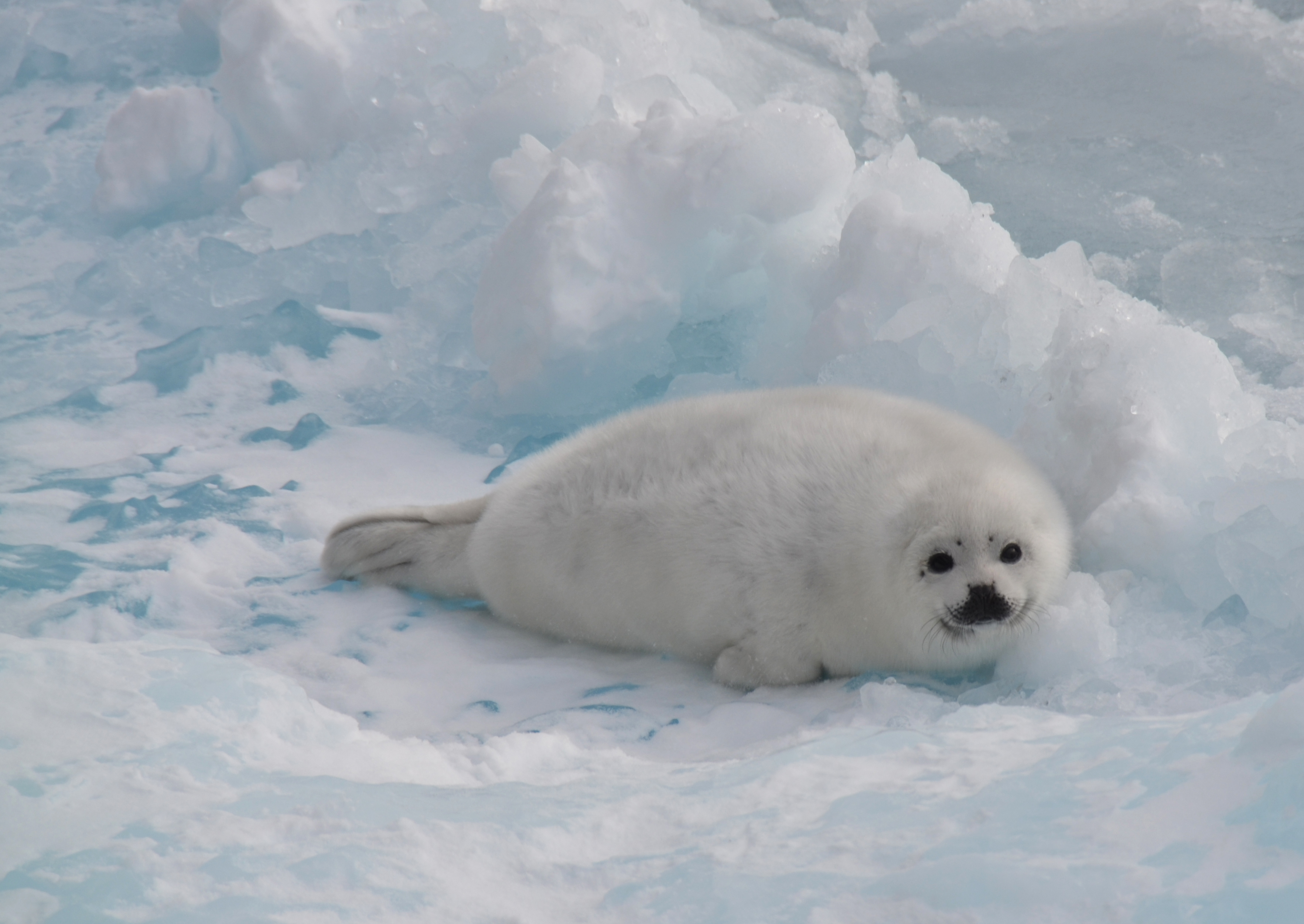
断奶的竖琴海豹幼崽

竖琴海豹的幼崽出生时平均重11公斤，长80-85厘米。刚出生的幼崽绒毛呈黄白色，被称为“黄夹克(yellowjacket)“。几天后黄色褪去，全身覆盖着白色的绒毛，被称为“白大衣(whitecoat)”。母亲在幼崽出生后停止捕猎，专心哺乳，每天最多失去3公斤体重。哺乳期持续约12-13天。幼崽每天摄入的乳汁含有25%的脂肪，随着母亲禁食，这个比例在断奶前逐渐增加到40%。在哺乳期间，幼崽每天体重增加超过2.2公斤，同时脂肪层也迅速增厚。在这段时间里，幼崽的体重增加到36公斤，身上的灰色毛发在白色的绒毛下逐渐生长，因此这一阶段的幼崽被称为“灰夹克(graycoat)”。母亲在断奶后会突然进入交配期，将幼崽留在冰面上。

### 青少年
幼崽被遗弃后，为了节省体内脂肪，它们开始变得静止不动。几天之内，它们就会彻底脱去白外套，变成"拍打者(beater)"。这个名字来自于海豹学游泳时，尾巴拍击海面发出的声音。尽管小海豹从4周大时就开始进食，但它们仍然依赖于内部能量来源，首先是身体核心内储存的能量，而不是脂肪。随着冰层开始融化，这些幼崽变得更加容易受到北极熊和其他掠食者的攻击，其体重可能迅速下降50%。多达30%的幼崽在第一年内就会死亡，部分原因是它们早期无法在陆地上行动。

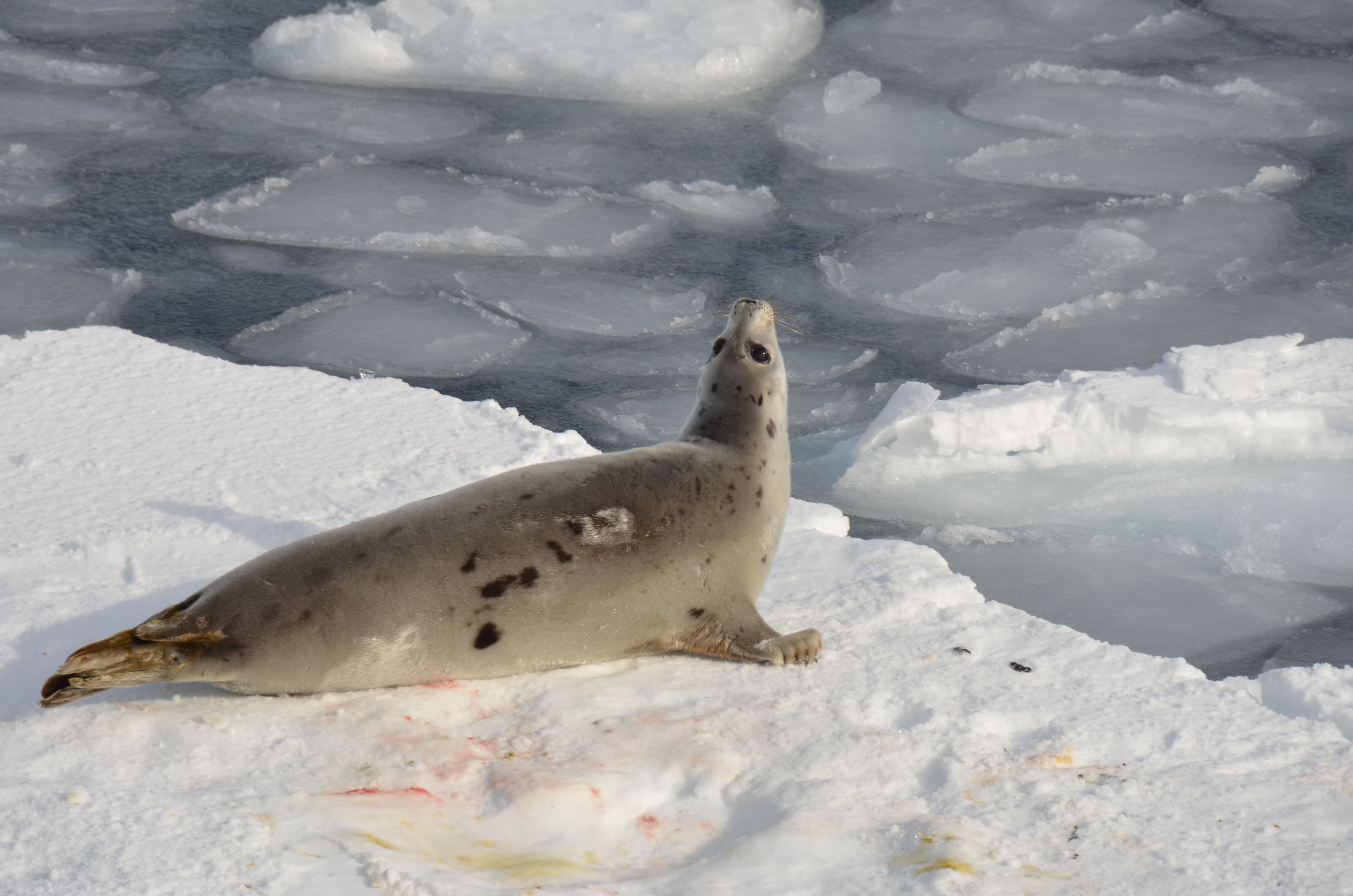
青少年竖琴海豹 - "bedlamer"

当小海豹大约13-14个月大时，它们开始再次换毛，成为"bedlamers"。小海豹会每年换毛以保持带黑色斑点的皮毛，直到斑点变成竖琴状斑纹。这个过渡阶段通常会持续数年，与成年期统称为"斑点竖琴"。竖琴海豹的皮毛在幼年时期和成年时期有明显的区别，这个过渡通常发生在4或5岁，当它们达到性成熟期时（雄性可能稍晚）。大多数雄性竖琴海豹会突然出现黑色的"竖琴"花纹，这个花纹是它们成年皮毛的特征，而雌性的转变则比较缓慢，可能需要很多年。实际上，有些雌性竖琴海豹从未失去所有斑点，也没有形成完整的"竖琴"花纹。
竖琴海豹每年聚集在冰面上，在迁移到夏季觅食地之前进行换毛、交配和繁殖。它们的寿命可以超过30年。

## 生态

### 分布
全球竖琴海豹数量约为760万只。在圣劳伦斯湾南部的传统产仔区出生的幼崽数量大大减少，估计幼崽产量约为18,300（95% CI，15,400-21,200）只。另有约13,600（95% CI，7,700-19,500）只幼崽在北部海湾出生。约714,600（95% CI，538,800-890,400）只幼崽在纽芬兰东北海岸（“Front”地区）出生，占2017年所有幼崽的96%。综合所有地区的估计，幼崽的总产量约为746,500（95% CI，570,300-922,700）只。
由于竖琴海豹的繁殖需要浮冰，它们的栖息地受到季节性形成的浮冰范围的限制。最大的种群是分布在加拿大东部沿海的北大西洋西部种群。该种群根据繁殖地点进一步分为两个独立的族群。“前线(Front)”亚种在拉布拉多和纽芬兰海岸繁殖，另一个族群则在圣劳伦斯湾中部的马格达伦群岛附近繁殖。第二个种群在格陵兰岛东部的“西冰(West Ice)”上繁殖。这两个种群被归为纽芬兰亚种（P.g. groenlandicus）。第三个种群在位于巴伦支海以下的俄罗斯北海岸的白海的“东冰(East Ice)”上繁殖。这一种群被归为白海亚种（P.g. oceanicus）。竖琴海豹的繁殖期处于在2月中旬至4月之间，每个种群的情况都有所不同。这三个种群是同源的，所以不存在杂交现象。
两个亚种：
| 图片 | 亚种学名                               | 分布           |
| ---- | -------------------------------------- | -------------- |
|      | Pagophilus groenlandicus groenlandicus | 东加拿大到挪威 |
|      | Pagophilus groenlandicus oceanicus     | 白海和巴伦支海 |

狩猎极大地影响了竖琴海豹的种群规模。在过去150年中，竖琴海豹数量从超过900万只急剧下降到仅剩100万只。西北大西洋地区竖琴海豹种群在1952年至1970年期间至少减少了50%。这主要是由于大规模的商业狩猎活动所致。但现今，为了保护竖琴海豹和其他海洋哺乳动物，许多国家制定了法规和规定来限制狩猎活动，通常包括捕猎配额和其他保护措施，以确保海豹种群能够持续增长和繁衍。截至2019年，竖琴海豹数量估计已回升至760万只。

#### 迁徙和流浪
竖琴海豹具有很强的迁徙能力，西北地区的海豹常常在繁殖季节之外向东北方向移动4000公里，甚至有个体向其被标记地点的东北方向移动了4640公里，到达了挪威北部海岸。它们拥有高度精准的导航能力，主要归功于其良好的视力。尽管竖琴海豹偶尔会在其正常分布范围以南作为流浪者被发现，但这并不常见。在英国，自1800年至1988年期间，共有31次流浪海豹的记录。
最近的一次，竖琴海豹于1987年到达了设得兰群岛，并于1995年9月到达了诺森伯兰的林迪斯法恩。前者可能与竖琴海豹大规模进入挪威水域有关。据报道，1987年2月中旬为止，有24,000只海豹被困在渔网中淹死，而可能有30,000只竖琴海豹（约占世界竖琴海豹数量的10%）侵入峡湾，甚至到达了最南边的奥斯陆。这些海豹看起来很憔悴，可能是由于商业捕鱼对竖琴海豹猎物的竞争所致。
竖琴海豹有时会在大西洋沿岸搁浅。搁浅通常发生在温暖的月份，因为它们可能会因脱水和寄生虫感染而虚弱。2020年3月，一只竖琴海豹在北卡罗来纳州的萨尔沃附近被发现。竖琴海豹经常依赖吃雪来补充水分，但在温暖的冬季可能无法获得足够的雪。IFAW （页面存档备份，存于）、NOAA和新英格兰水族馆等组织积极参与了竖琴海豹的救援和康复工作。在美国，竖琴海豹受到《海洋哺乳动物保护法》保护。

### 海豹狩猎
所有三个种群均受到主要来自加拿大、挪威、俄罗斯和格陵兰岛的商业性捕猎。
在加拿大，商业狩猎季从11月15日持续到5月15日。海豹狩猎主要集中在3月下旬的圣劳伦斯湾，以及4月的第一或第二周的纽芬兰岛（“前线”）地区，这个时期通常被称为“加拿大海豹狩猎季”。自1987年以来，捕猎加拿大"白大衣"竖琴海豹幼崽的行为已被禁止。自2000年以来，通常被猎的竖琴海豹年龄不到一岁，被称为“拍打者（beater）” 。2006年，由于当年气温较低导致冰层变薄，圣劳伦斯岛的狩猎活动于3月25日正式开始。因纽特人在该地区狩猎主要是为了食物，商业狩猎程度较小。
2019年，渔业和海洋部门估计了未来五年的可持续捕猎水平。根据捕捞年龄结构由95%的幼鱼（YOY）组成的假设，加拿大年度总可捕量（TAC）被确定为425,000。2016年，加拿大大西洋地区共捕获了66,800只竖琴海豹和1,612只灰海豹。
2005年，独立兽医工作组（IVWG）建议猎人采用三步法杀死海豹，只要快速连续完成这个过程，海豹几乎不会感到痛苦。这个过程如下：
1. 使用工具（如步枪或棍棒）击晕海豹头部，立即杀死或使其永久失去意识。
2. 确保步骤1正确完成，使头骨受到不可逆的损伤。
3. 沿着两个腋下切开腋下动脉，沿着腹部切开，防止血液到达大脑，确认其死亡。

2009年，这个过程被列入加拿大狩猎的“许可条件”和加拿大海洋哺乳动物条例。
加拿大的海豹捕猎由加拿大政府监督。尽管大约70%的狩猎发生在"前线"地区，但由于圣劳伦斯岛的位置更方便，大多数私人监督员更关注在圣劳伦斯岛的狩猎。
2017-2019年格陵兰岛沿海的年度配额被设定为26,000只1+动物，其中两只幼崽相当于除去一只1+动物。2017年竖琴海豹的总捕获量为2000只（包括1934只幼崽），2018年为2703只（包括1218只幼崽），2019年为5813只（包括2168只幼崽）。
2004年西冰区的总可捕量（TAC）为15000只，几乎是8200只可持续捕量的两倍。2004年的实际渔获量为9895只，2005年为5808只。2004年白海总可捕量为45000只。渔获量为22,474只。

### 食物
和大多数海豹一样，竖琴海豹是肉食性动物。它们丰富的食谱中包括几十种鱼类和无脊椎动物。白海种群会在夏季向北迁徙，并在巴伦支海广泛觅食磷虾、毛鳞鱼、鲱鱼、比目鱼和鳕鱼等常见猎物。虽然竖琴海豹偏好某些猎物，但它们的食物主要取决于猎物的丰富程度。根据对斯瓦尔巴群岛种群的研究，该种群最主要的食物是磷虾，其次是北极鳕鱼。格陵兰海种群的一些个体会在夏末和秋季与白海种群一起在巴伦支海觅食。巴伦支海种群主要以鲱鱼和北极鳕鱼为食，较少捕食磷虾或片脚类动物。北大西洋西部的竖琴海豹在纽芬兰岛附近觅食，最喜捕食北极鳕鱼、毛鳞鱼、格陵兰比目鱼和美洲拟庸鲽等猎物。竖琴海豹的饮食随着离岸距离而变化。 不过，毛鳞鱼是巴伦支海和北大西洋西部的竖琴海豹共同喜爱的猎物。

## 外部連結
- ICES/NAFO Working Group on Harp and Hooded Seals
- Smithsonian Institution - North American Mammals: Pagophilus groenlandicus（页面存档备份，存于）
- Harp Seal - Encyclopedia of Life （页面存档备份，存于）